# Maria Figuerola i Brull
Maria Figuerola i Brull (Vilanova i la Geltrú, Garraf, 1994) és una jugadora d'hoquei sobre patins catalana.
Formada al planter del Club Patí Vilanova, va debutar a l'OK Lliga femenina la temporada 2010-11. Va jugar durant set temporades, arribant a ser-ne la capitana, i va guanyar dues Copes de la Reina (2009 i 2018). Després d'un any sabàtic, va fitxar pel Cerdanyola Club Hoquei la temporada 2019-20, amb el qual va aconseguir el subcampionat de l'OK Lliga aquella mateixa temporada. La temporada 2022-23 fitxà pel Club Patí Vila-sana, proclamant-se subcampiona de la Lliga europea.